# Billboard Music Award for Top Country Album
Die Billboard Music Award for Top Country Album zeichnen die besten Country Alben des jeweiligen Jahres im Rahmen der Billboard Music Awards aus. Die Auszeichnung wurde erstmals 1990 vergeben.

## Gewinner und Nominierte
| Jahr | Album                        | Künstler         | Weitere Nominierungen | Ref.   |
| ---- | ---------------------------- | ---------------- | --- | ------ |
| 1990 | Killin' Time                 | Clint Black      | | [ 1 ]  |
| 1991 | No Fences                    | Garth Brooks     | | [ 2 ]  |
| 1992 | Ropin' the Wind              | Garth Brooks     | | [ 3 ]  |
| 1995 | The Hits                     | Garth Brooks     | | [ 4 ]  |
| 1998 | Sevens                       | Garth Brooks     | - Come On Over – Shania Twain - You Light Up My Life: Inspirational Songs – LeAnn Rimes - Hope Floats – Dave Grusin | [ 5 ]  |
| 2000 | Fly                          | Dixie Chicks     | - Breathe – Faith Hill - Come on Over – Shania Twain - A Place in the Sun – Tim McGraw | [ 6 ]  |
| 2001 | Greatest Hits                | Tim McGraw       | - Faith Hill – Breathe - Coyote Ugly (Soundtrack) – Verschiedene Interpreten - O Brother, Where Art Thou? (Soundtrack) – Verschiedene Interpreten                                                                                | [ 7 ]  |
| 2003 | Up!                          | Shania Twain     | - Home – Dixie Chicks - Tim McGraw and the Dancehall Doctors – Tim McGraw - Unleashed – Toby Keith | [ 8 ]  |
| 2006 | Some Hearts                  | Carrie Underwood | - The Legend of Johnny Cash – Johnny Cash - Me and My Gang – Rascal Flatts - The Road and the Radio – Kenny Chesney | [ 9 ]  |
| 2011 | Speak Now                    | Taylor Swift     | - My Kinda Party – Jason Aldean - Need You Now – Lady Antebellum - The Incredible Machine – Sugarland - The Foundation – Zac Brown Band                                                                                          | [ 10 ] |
| 2012 | My Kinda Party               | Jason Aldean     | - The Band Perry – The Band Perry - Clear as Day – Scotty McCreery - Own the Night – Lady Antebellum - Tailgates & Tanlines – Luke Bryan                                                                                         | [ 11 ] |
| 2013 | Red                          | Taylor Swift     | - Night Train – Jason Aldean - Tailgates & Tanlines – Luke Bryan - Tuskegee – Lionel Richie - Blown Away – Carrie Underwood | [ 12 ] |
| 2014 | Crash My Party               | Luke Bryan       | - Blame It All on My Roots: Five Decades of Influences – Garth Brooks - Here’s to the Good Times – Florida Georgia Line - Duck the Halls: A Robertson Family Christmas – The Robertsons - Based on a True Story… – Blake Shelton | [ 13 ] |
| 2015 | Old Boots, New Dirt          | Jason Aldean     | - Man against Machine – Garth Brooks - Crash my Party – Luke Bryan - Just as I am – Brantley Gilbert - Platinum – Miranda Lambert                                                                                                | [ 14 ] |
| 2016 | Traveller                    | Chris Stapleton  | - Kill the Lights – Luke Bryan - Montevallo – Sam Hunt - Jekyll + Hyde – Zac Brown Band - Storyteller – Carrie Underwood | [ 15 ] |
| 2017 | Traveller                    | Chris Stapleton  | - Dig Your Roots – Florida Georgia Line - If I’m Honest – Blake Shelton - Ripcord – Keith Urban - They Don’t Know – Jason Aldean                                                                                                 | [ 16 ] |
| 2018 | From A Room: Volume 1        | Chris Stapleton  | - Kane Brown – Kane Brown - This One’s for You – Luke Combs - Life Changes – Thomas Rhett - Brett Young – Brett Young | [ 17 ] |
| 2019 | This One’s for You           | Luke Combs       | - Rearview Town – Jason Aldean - Kane Brown – Kane Brown - Dan + Shay – Dan + Shay - Cry Pretty – Carrie Underwood | [ 18 ] |
| 2020 | What You See Is What You Get | Luke Combs       | - Experiment – Kane Brown - Girl – Maren Morris - Center Point Road – Thomas Rhett - If I Know Me – Morgan Wallen | [ 19 ] |
| 2021 | Dangerous: The Double Album  | Morgan Wallen    | - Goldmine – Gabby Barrett - Southside – Sam Hunt - Starting Over – Chris Stapleton - My Gift – Carrie Underwood | [ 20 ] |
| 2022 | Red (Taylor’s Version)       | Taylor Swift     | - Hey World – Lee Brice - Life Rolls On – Florida Georgia Line - Country Stuff: The Album – Walker Hayes - Fearless (Taylor’s Version) – Taylor Swift                                                                            | [ 21 ] |

## Mehrfach-Gewinner
- Garth Brooks (4×)
- Chris Stapleton (3×)
- Taylor Swift (3×)
- Jason Aldean (2×)
- Luke Combs (2×)

## Mehrfach-Nominierungen
Sechs Nominierungen
- Garth Brooks
- Jason Aldean

Fünf Nominierungen
- Carrie Underwood
- Luke Bryan

Vier Nominierungen
- Chris Stapleton
- Taylor Swift

Drei Nominierungen
- Tim McGraw
- LeAnn Rimes
- Shania Twain
- Kane Brown
- Luke Combs

Zwei Nominierungen
- Dixie Chicks
- Faith Hill
- Lady Antebellum
- Zac Brown Band
- Thomas Rhett
- Blake Shelton
- Sam Hunt
- Florida Georgia Line
- Morgan Wallen